# Der Leichenräuber
Der Leichenräuber (auch: Ein trauriger Job, englisch: The Body Snatcher) ist eine Horrorgeschichte des schottischen Schriftstellers Robert Louis Stevenson, die 1884 im Weihnachts-Extrablatt der Pall Mall Gazette erschien.
In novellistischer Form thematisiert Stevenson zwei Fälle abscheulicher Kriminalität zu Zeiten des Anatomen Robert Knox: den Leichendiebstahl und die Beschaffung von Leichen durch Morde.

## Inhalt
Der versoffene Schotte Fettes, ein offenbar medizinisch gebildeter alter Mann, begegnet in Debenham dem reichen Londoner Arzt Dr. Wolfe Macfarlane. Der anonyme Ich-Erzähler lockt aus Fettes die Geschichte seiner Jugend heraus. Fettes hatte in Edinburgh bei Mr. K. Medizin studiert und war für die Beschaffung anatomischen Rohmaterials zuständig gewesen. Das heißt, Fettes hatte die Lieferanten aus Mr. K.s Kasse zu bezahlen und musste schweigen. Manchmal hatte sich der Student Fettes über die merkwürdige Frische der Leichen gewundert. Als die Kerle ihm Jane Galbraith bringen, ein Mädchen, mit dem er gestern noch gescherzt hatte, erkennt Fettes schaudernd, er bezahlt Mörder für „seine“ Leichen. Der Student untersucht die Tote und entdeckt Strangulierungszeichen. Dr. Wolfe Macfarlane, einer der jungen Assistenten Dr. K.s, äußert Fettes gegenüber seine feste Überzeugung, alle Leichen seien durch Mord beschafft – mit einer Ausnahme. Wenn die „Lieferung“ stockt, fahren Fettes und Macfarlane mit Spaten bewaffnet in einem Einspänner hinaus aufs Land und schänden in ruchloser Arbeit Dorffriedhöfe.
Zeit vergeht. Manchmal trinkt Fettes mit seinem Spießgesellen. Bei der Gelegenheit beobachtet er, wie ein gewisser vor Gesundheit strotzender Mr. Gray den doch selbstsicheren Macfarlane am Gängelband führt. Am Tage darauf liefert Macfarlane die Leiche des armen Gray bei Fettes ab. Der Ordnung halber fordert der Mörder die übliche Summe Geldes. Fettes zahlt widerstrebend aus Mr. K.s Kasse und verstrickt sich hoffnungslos in das schaurige Geschäft. Grays Gliedmaßen werden an die Anatomen zur weiteren Sektion verteilt. Als Mr. K. wieder einmal den Mangel an Leichen beklagt, machen sich die jungen Doktoren Fettes und Macfarlane über Penicuik und Peebles nach Glencorfe auf. Die beiden Auferstehungsmänner reißen des Nachts den mit Sackleinwand umhüllten Leichnam einer kürzlich beerdigten Bauersfrau aus dem Grab und brausen, den Leichensack in ihrer Mitte, über Fishers Tryst gen Edinburgh. Unterwegs in der Nähe von Auchenclinny fürchtet sich Fettes vor der unheiligen Last. Stevenson schreibt: ...ein Grauen... nahm sein Hirn gefangen... und meint, eine „unbekannte Änderung sei mit dem toten Körper vorgegangen“ Fettes besteht auf dem Öffnen des Sackes, in dem sie die unversehrte Leiche des Mr. Gray entdecken.

## Verfilmungen
- 1945 Der Leichendieb[11] von  Robert Wise mit Boris Karloff, Bela Lugosi und Henry Daniell.
- 5. Februar 1966: The Body Snatcher[12] von Toby Robertson[13] mit Trevor Baxter[14], David Buck[15] und James Cossins.
- 1. Dezember 1975: El ladrón de cadáveres[16] von José Antonio Páramo mit Jack Taylor, Raúl Sénder[17] und Andrés Mejuto[18].

## Deutschsprachige Literatur

### Ausgaben
- Robert Louis Stevenson: Die Leichenräuber. (Übersetzer: Richard Mummendey) in Robert Louis Stevenson: Erzählungen (Ein Nachtquartier. Die Tür des Sire de Maletroit. Will aus der Mühle. Der Selbstmörderklub. Der Diamant des Radschas. Die Vorsehung un die Gitarre. Die Geschichte einer Lüge. Der Pavillon in den Dünen. Die krumme Janet. Die tollen Männer. Der Schatz von Franchard. Die Leichenräuber. Olalla. Der seltsame Fall des Dr. Jekyll und Mr. Hyde. Markheim. Die unglücklichen Abenteuer John Nicholsons. Der Strand von Falesa. Der Flaschenteufel. Die Insel der Stimmen. Die Landfremde. Als der Teufel wieder wohlauf war. Robert Louis Stevenson – ein Lebensbild von Lloyd Osbourne). Deutscher Bücherbund, Stuttgart um 1969. 1099 Seiten
- Robert Louis Stevenson: Der Leichenräuber. S. 103–131. (Übersetzer: Curt Thesing) in Robert Louis Stevenson: Der weite Horizont. Erzählungen (Die Landfremde. Die tollen Männer. Der Leichenräuber. Villon. Die Vorsehung und die Gitarre. Die Geschichte einer Lüge. Der Schatz von Franchard.  Der Strand von Falesa. Die Insel der Stimmen. Der Flaschenteufel). Dieterich’sche Verlagsbuchhandlung, Leipzig 1987 (6. Aufl.), ISBN 3-7350-0026-6[A 3]
- Robert Louis Stevenson: Der Leichenräuber und andere Geschichten. Aus dem Englischen von Marguerite und Curt Thesing. Diogenes, Zürich 1979 (1. Aufl.), 248 Seiten
- Robert Louis Stevenson: Der Leichenräuber. Hörbuch (Audio-CD). Regie: Viktor Pavel. Sprecher: Michael Rotschopf. Nach der Übersetzung von Curt Thesing. Verlag Argon, Berlin 2004, ISBN 978-3-87024-779-9
- Robert Louis Stevenson: Der Leichenräuber. Der Junker von Ballantrae. Aus dem Englischen von Curt Thesing und  Richard Mummendey. Hörbuch (7 Audio CDs).  Sprecher: Hans Helmut Dickow und Gert Westphal. Produziert vom NDR 1984 und 1986. Verlag Grosser & Stein, Pforzheim 2007. ISBN 978-3-86735-252-9

### Sekundärliteratur
- Michael Reinbold: Robert Louis Stevenson. Rowohlt, Reinbek 1995, ISBN 3-499-50488-X.